# Classe Chilreu
La classe Chilreu est une classe de patrouilleur  de haute mer (hauturier) avec hélisurface de l'armada espagnole construite en Espagne, utilisé pour la surveillance et le contrôle des zones de pêche (Zone économique exclusive) ainsi que l'appui à la flotte de pêche et la protection des intérêts de la pêche espagnole.

## Description
Ils arrivent dans la marine en 1992.

## Dotation
| Identifiant | Nom                        | Date de mise sur quille | Date d'entrée en service | Date de retrait du service | Indicatif d'appel | Image |
| ----------- | -------------------------- | ----------------------- | ------------------------ | -------------------------- | ----------------- | ----- |
| P-61        | Chilreu (sans hélisurface) | 02/05/1988              | 30/03/1992               | 29/06/2012,                | [ 3 ]             |       |
| P-62        | Alborán                    | 20/02/1993              | 01/08/1997               | -                          | [ 3 ]             |       |
| P-63        | Arnomendi                  | 06/01/2000              | 13/12/2000               | -                          | [ 3 ]             |       |
| P-64        | Tarifa                     | 11/11/2003              | 22/06/2004               | -                          | [ 3 ]             |       |